# Paracatu
Paracatu é um município brasileiro do estado de Minas Gerais, localizado na Mesorregião Noroeste do estado. Paracatu é o principal município da sua microrregião, sendo um polo atrativo educacional e de trabalho devido à presença de várias instituições de ensino e de empresas. O município de Paracatu está localizado na divisa com o estado de Goiás e a 200 km de Brasília, a capital federal, sendo um importante polo de mineração, com uma mina que está localizada a menos de 2 km do perímetro urbano no Morro do Ouro que produzia 15 toneladas de ouro em 2008.
O município da sinais de desenvolvimento e consumo, com muitos comerciantes e produtores de materiais voltados para agricultura e pecuária (selas, botinas e calçados de couro). Fabricações de doces de leite e de frutas, assim como adereços derivados de pedras preciosas, processos de lapidação leva a uma rede ambulante de comercialização nas beiras de rodovia, postos de paradas nas estradas e nas praças do município. Algumas fábricas de cachaça também estão presentes no município.

## Etimologia
"Paracatu" é um termo de origem tupi que significa "rio limpo" ou "rio bom", por meio da junção dos termos pará ("rio") e katu ("limpo", "bom").

## História
Antes da chegada dos portugueses ao continente americano, a porção central do Brasil era ocupada por indígenas do tronco linguístico macro-jê, como os acroás, os xacriabás, os xavantes, os caiapós, os javaés, etc.
Paracatu, desde 1586, já era conhecida por europeus pela primeira bandeira percorrida pela cidade: a bandeira de Domingos Luis Grau. Posteriormente, sucessivas outras bandeiras passaram pela região, como as de Antônio Macedo (1590), Domingos Rodrigues (1596), Domingos Fernandes (1599) e Nicolau Barreto (1602-1604). Entretanto o povoado surgiu efetivamente com a chegada das bandeiras de Felisberto Caldera Brant e de José Rodrigues Fróis com a descoberta das abundantes jazidas de ouro e prata apesar de um certo tipo de povoamento, com o ciclo do couro, ter se iniciado anteriormente. Assim surgiu o Arraial de São Luiz e Sant'Ana das Minas do Paracatu.

Paracatu, s.d. Arquivo Nacional.

O título de Vila do Paracatu do Príncipe foi dado por alvará-régio de dona Maria I, rainha de Portugal, em 20 de outubro de 1798, atendendo a consulta do Conselho Ultramarino. Pertencia à Comarca do Rio das Velhas, com sede em Sabará e passou a denominar-se Vila do Paracatu do Príncipe. No mesmo alvará, foi criado, na vila, o lugar de juiz de fora, civil, crime e órfãos "com os ordenados e emolumentos que vence o juiz de fora de Mariana."
Por carta-régia de 4 de março de 1799, "Sua Majestade foi servida a fazer Mercê ao Bacharel José Gregório de Moraes Navarro do lugar de Juiz de Fora" da villa de Paracatu, tomando este posse em 14 de dezembro de 1799. A primeira Câmara Municipal foi empossada em 18 de dezembro de 1799 e, dela, faziam parte os vereadores sargento-mor Manuel José de Oliveira Guimarães, Francisco Dias Duarte, o capitão José da Silva Paranhos e o procurador da Câmara Luís José de Carvalho.
Em 1840 Paracatu é elevada à cidade e se torna a cabeça da Comarca de Paracatu (capital) , que incluía em seu território cidades tais hoje como Uberlândia, no Triângulo Mineiro, e cidades ao Norte de Minas.
Segundo a Revista do Arquivo Público Mineiro, no ano de 1800, a vila possuía ao todo 17 450 habitantes. Destes, 1 935 eram brancos, 6 335 mulatos livres e 3 637 eram negros livres. Haviam ainda cativos, 327 mulatos e 5 216 negros.
Devido à sua localização na rodovia entre Belo Horizonte e Brasília, a cidade foi ocupada durante o golpe de Estado de 1964. A Polícia Militar de Minas Gerais assumiu posições defensivas, temendo uma invasão legalista do Batalhão da Guarda Presidencial, que vinha de Brasília para a divisa com Goiás. Os legalistas não cruzaram a divisa, e o combate urbano esperado não ocorreu.
Paracatu é uma das cidades históricas do Estado de Minas Gerais. Tem em torno de seu território cinco quilombos, os quais ainda preservam sua cultura, considerados uns dos mais ricos do estado de Minas Gerais.
A cidade vem se desenvolvendo como um grande polo turístico e cultural, tendo sido tombada em 2010, pelo Instituto do Patrimônio Histórico e Artístico Nacional (IPHAN), como patrimônio cultural brasileiro.

## Geografia
O principal rio de Paracatu originou o nome do município (Rio Paracatu), pertencendo à Bacia do São Francisco. A região é relativamente seca, com baixa pluviosidade, porém é rica em veredas de buritis, que são as nascentes naturais dos cursos d´água que formam ribeirões e rios. Nas regiões mais planas, com o advento da irrigação, foi necessário a construção de imensos canais para a instalação de pivôs centrais (como é o caso do projeto conhecido como Entre Ribeiros).
Outros rios de grande relevância para o município são o Rio São Marcos, divisor interestadual com o município goiano de Cristalina, o Ribeirão da Batalha (estes pertencentes à Bacia do rio Paranaíba), o Córrego Rico e o Ribeirão Santa Izabel e os rios Escuro e São Pedro. Predomina em Paracatu a vegetação típica do cerrado, com matas de galeria à beira de rios. Pelo fato da abundância e riqueza da flora e fauna na região o ecoturismo vem se mostrando como um grande potencial econômico no local, abrindo espaço para políticas de empreendimentos ecológicos e sustentáveis.
Segundo dados do Instituto Nacional de Meteorologia (INMET), desde julho de 1973 a menor temperatura registrada em Paracatu ocorreu no dia 23 de junho de 1976, com mínima de 4,3 °C, enquanto a maior máxima atingiu 40,2 °C em 22 de outubro de 2015 e novamente em 7 de outubro de 2020. O recorde diário de precipitação é de 141 mm em 31 de outubro de 1981. Desde março de 2018, o índice mais crítico de umidade relativa do ar (URA) ocorreu em outubro de 2020, nas tardes dos dias 4 e 7, com URA mínimo de 9%, característico de áreas desérticas, enquanto a maior rajada de vento alcançou 20,1 m/s (72,4 km/h) no primeiro dia de 2021.
| Dados climatológicos para Paracatu                                                             | Dados climatológicos para Paracatu | Dados climatológicos para Paracatu | Dados climatológicos para Paracatu | Dados climatológicos para Paracatu | Dados climatológicos para Paracatu | Dados climatológicos para Paracatu | Dados climatológicos para Paracatu | Dados climatológicos para Paracatu | Dados climatológicos para Paracatu | Dados climatológicos para Paracatu | Dados climatológicos para Paracatu | Dados climatológicos para Paracatu | Dados climatológicos para Paracatu |
| Mês                                                                                            | Jan                                | Fev                                | Mar                                | Abr                                | Mai                                | Jun                                | Jul                                | Ago                                | Set                                | Out                                | Nov                                | Dez                                | Ano                                |
| ---------------------------------------------------------------------------------------------- | ---------------------------------- | ---------------------------------- | ---------------------------------- | ---------------------------------- | ---------------------------------- | ---------------------------------- | ---------------------------------- | ---------------------------------- | ---------------------------------- | ---------------------------------- | ---------------------------------- | ---------------------------------- | ---------------------------------- |
| Temperatura máxima recorde (°C)                                                                | 36,4                               | 37,2                               | 35,6                               | 34,8                               | 34,4                               | 33,9                               | 34,4                               | 36,2                               | 39,7                               | 40,2                               | 39                                 | 37,2                               | 40,2                               |
| Temperatura máxima média (°C)                                                                  | 30,5                               | 30,8                               | 30,3                               | 30                                 | 28,7                               | 28                                 | 28,3                               | 30,1                               | 32                                 | 32,5                               | 30,5                               | 30                                 | 30,1                               |
| Temperatura média compensada (°C)                                                              | 24,6                               | 24,8                               | 24,4                               | 23,9                               | 22                                 | 20,7                               | 20,7                               | 22,4                               | 24,6                               | 25,7                               | 24,5                               | 24,3                               | 23,6                               |
| Temperatura mínima média (°C)                                                                  | 20,3                               | 20,3                               | 20,1                               | 19,2                               | 16,7                               | 15,1                               | 14,7                               | 15,8                               | 18,5                               | 20,2                               | 20,1                               | 20,2                               | 18,4                               |
| Temperatura mínima recorde (°C)                                                                | 11,7                               | 12,4                               | 12,7                               | 10                                 | 5,1                                | 4,3                                | 4,5                                | 6,8                                | 8,1                                | 10,6                               | 12                                 | 10,8                               | 4,3                                |
| Precipitação (mm)                                                                              | 258                                | 204,4                              | 207,8                              | 73,8                               | 24,1                               | 5,6                                | 0,9                                | 8,9                                | 28,8                               | 80,3                               | 212,2                              | 313,4                              | 1 418,2                            |
| Dias com precipitação                                                                          | 15                                 | 12                                 | 12                                 | 6                                  | 2                                  | 1                                  | 0                                  | 1                                  | 3                                  | 7                                  | 14                                 | 17                                 | 90                                 |
| Umidade relativa compensada (%)                                                                | 76,9                               | 75,8                               | 78,2                               | 75                                 | 72,6                               | 69,1                               | 63,4                               | 55,9                               | 54,7                               | 60,3                               | 74,3                               | 78,7                               | 69,6                               |
| Insolação (h)                                                                                  | 192,6                              | 187,5                              | 203                                | 230,2                              | 247,4                              | 258,8                              | 270,9                              | 277                                | 246,5                              | 219,4                              | 163,9                              | 165,8                              | 2 663                              |
| Fonte: INMET (normal climatológica de 1991-2020; recordes de temperatura: 04/07/1973-presente) |                                    |                                    |                                    |                                    |                                    |                                    |                                    |                                    |                                    |                                    |                                    |                                    |                                    |

## Demografia
Sua população estimada em 2015 era de 91 027 habitantes (IBGE 2015), sendo assim, o município de maior concentração populacional do noroeste de Minas.
| Cor/Raça | Percentagem |
| -------- | ----------- |
| Branca   | 24.5%       |
| Negra    | 16.0%       |
| Parda    | 58.0%       |
| Amarela  | 1.0%        |
| Indígena | 0.1%        |

Fonte: IBGE 2013

## Economia

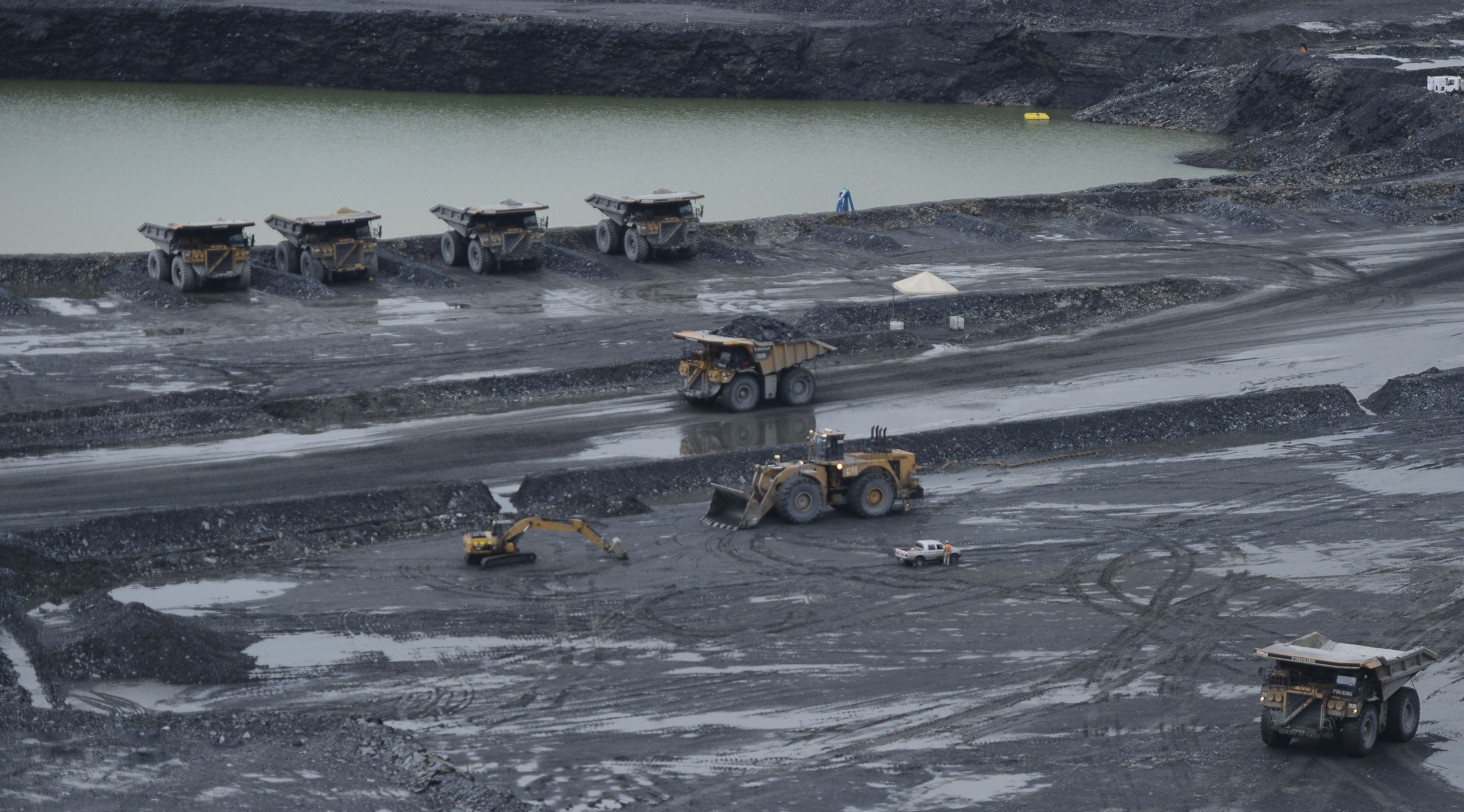
A mineração no chamado Morro do Ouro, liderada pela empresa canadense Kinross Gold Corporation, representa a principal atividade industrial para a geração de emprego e renda na região (José Cruz/Agência Brasil)

Destaca-se em Paracatu a produção agropecuária (principalmente a produção de soja, milho e feijão e a criação extensiva de gado nelore) e a extração de minérios, principalmente o ouro (no Morro do Ouro), o que é feito pela empresa Kinross, sendo a maior mina de ouro do Brasil e a maior a céu aberto do mundo, segundo dados do Ministério Público. Recentemente, o município recebe investimentos na área de biocombustíveis com a instalação de usinas de álcool e açúcar na região do Entre-Ribeiros.
É conhecida como a Terra da Gabiroba, tendo em vista a enorme quantidade dessa fruta no cerrado, principalmente na beira das rodovias.
Em Paracatu, o Produto Interno Bruto (valor adicionado) é composto por:
- Agropecuária: 15.568.048 reais
- Indústria: 54.306.183 reais
- Serviços: 97.398.820 reais [13]

### Kinross
Em Paracatu, a Kinross Gold atua desde o ano de 2005. Desde a atuação da empresa no referido município, inúmeras denúncias foram realizadas acerca dos altos índices de câncer na região, "fruto de uma suposta contaminação em massa provocada pelo arsênio - substância liberada no processo de retirada do ouro". Em pronunciamento exibido no quadro Proteste Já, do programa televisivo CQC, o diretor do Hospital do Câncer de Barretos afirmou que apenas no ano de 2014 o hospital atendeu mais de 1.000 pacientes vindos da cidade de Paracatu, cuja população é de apenas 90 mil habitantes e está localizada a mais de 500 km de distância da cidade de Barretos; na mesma reportagem seguranças da empresa tentaram atropelar o cinegrafista da emissora.
Márcio José dos Santos, geólogo e mestre em Planejamento e Gestão Ambiental, explica que diferentemente do que ocorria na época dos garimpos, a chegada das mineradoras trouxe um processo de extração chamado cianetação, que consiste na destruição da rocha através de explosivos e agentes químicos, que liberam arsênio em diferentes estados de valência. Para se retirar 1g de ouro, por exemplo, seriam liberados até 7 kg de arsênio nessas condições, e o mais letal deles seria o trióxido de arsênio, um dos componentes liberados quando se ataca a arsenopirita.

## Acesso e transportes
Paracatu é entrecortado por duas rodovias importantes: BR-040 e MG-188, além da GO-020, que fazem a ligação do município com outras partes do País, como também com outros centros importantes do Estado.

### Aeroporto
O município conta com o Aeroporto Municipal Pedro Rabelo de Sousa.

## Educação
O município recebe estudantes de toda a região para cursar ensino superior em instituições como a Faculdades Integradas do Noroeste de Minas (FINOM), Centro Universitário Atenas (UniAtenas), Universidade Estadual de Montes Claros (Unimontes), Instituto Federal do Triângulo Mineiro e, mais recentemente, a Universidade Aberta e Integrada de Minas Gerais (Uaitec, parceira da Universidade Aberta do Brasil).
No município, há trinta e uma instituições de pré-escola; trinta e nove de ensino fundamental; e dez de ensino médio. As matrículas por série se dividem da seguinte forma: pré-escola: 2 470; fundamental: 15 125; e médio: 4 356.
Em 2009, o Índice de Desenvolvimento da Educação Básica do município para os anos iniciais do ensino fundamental superou a meta prevista para 2009 e alcançou a de 2013, alcançando 5,5 (em uma escala de 0 a 10). O município também ficou acima da média brasileira para esse ciclo, que é de 4,6. No que se refere aos anos finais do ensino fundamental, a nota foi de 4,2, superando a meta prevista para o período.
Entretanto, dos cinco conjuntos de indicadores de qualidade propostos pelo movimento Todos Pela Educação, destaca-se o baixo percentual de alunos dos anos finais do ensino fundamental que aprenderam o que era esperado em Matemática (8,8%) e Língua Portuguesa (15,4%). O desempenho dos alunos da quarta série foi melhor. No entanto, ainda está abaixo das médias nacionais da Região Sudeste e do estado.

## Saúde
Paracatu possui 28 estabelecimentos de saúde municipais, quinze privados e nenhum estabelecimento estadual ou federal de saúde.
Em 17 de fevereiro de 2011, um novo pronto-socorro e setor de internação do hospital municipal passaram a funcionar, obra da prefeitura em parceria com as empresas Kinross e a Faculdade Atenas. Segundo Padilha, ministro da saúde, o pronto-socorro é um dos mais modernos do Brasil. Paracatu é o único município do Noroeste do estado que possui uma UTI (Unidade de Tratamento Intensivo) pública.

## Segurança pública
Em Paracatu estão instaladas as seguintes instituições de segurança pública
- 45º Batalhão da Polícia Militar de Minas Gerais
- 88ª Cia. da Polícia Militar de Minas Gerais
- 267ª Cia. Tático Móvel da Polícia Militar de Minas Gerais
- 2º Pelotão da Polícia Militar de Trânsito Rodoviário
- 4º Grupamento da Polícia Militar de Meio Ambiente
- 2ª Delegacia Regional da Polícia Civil de Minas Gerais
- 16ª Delegacia da 4ª SRPRF/MG da Polícia Rodoviária Federal
- 4º Pelotão do Corpo de Bombeiros Militar do Estado de Minas Gerais

## Turismo

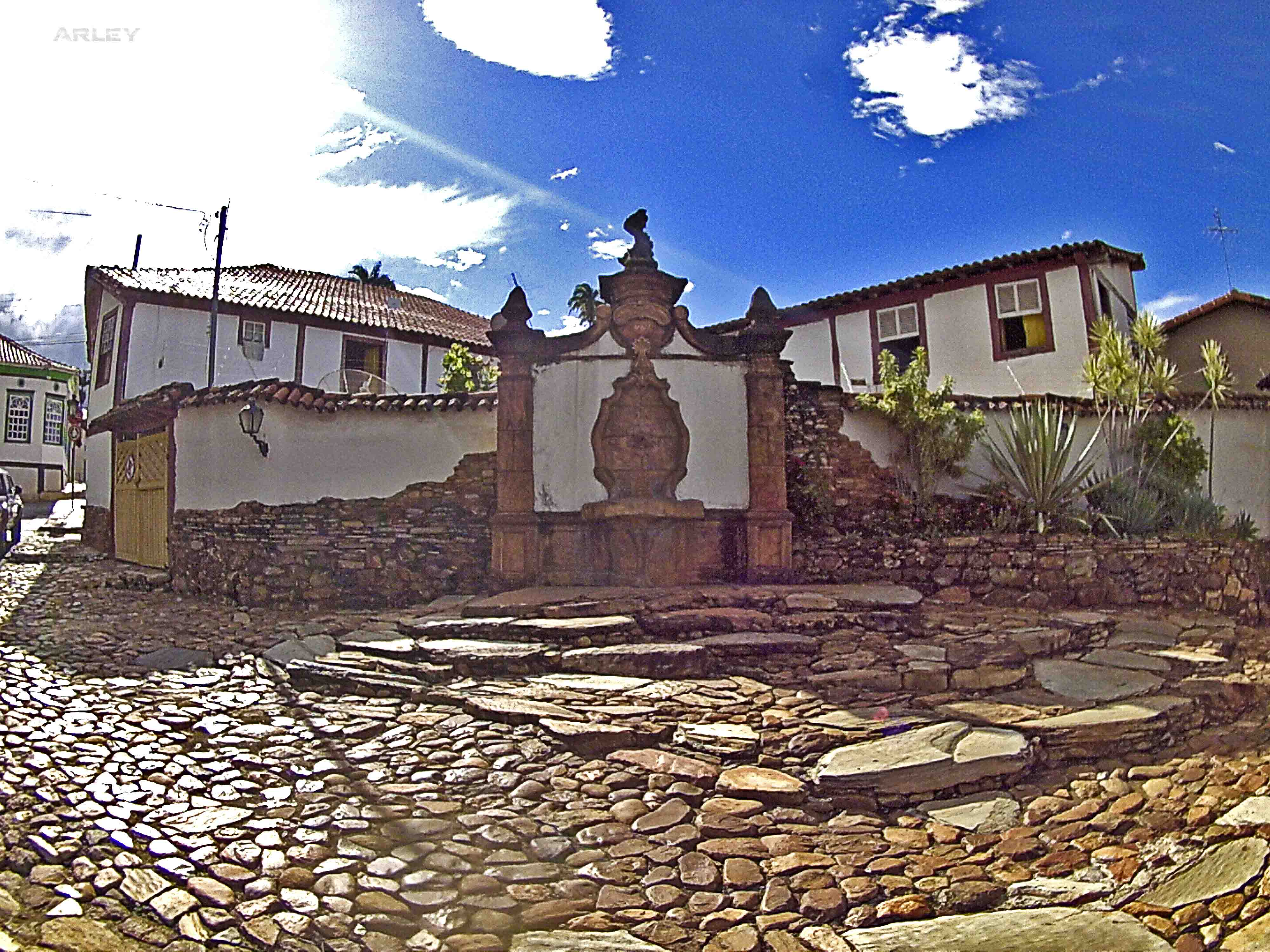
Chafariz da Traiana

O turismo no município de Paracatu cresce em uma escala bastante grande. Isto se deve principalmente ao fato do município, no ano de 2010, ter sido tombado patrimônio histórico nacional e cultural brasileiro pelo IPHAN, e por incentivos público-privados, como na criação da Associação de Condutores de Turismo de Paracatu, atualmente coordenadora do Centro de Atendimento ao Turista, local no qual o visitante pode contar com informações referentes aos atrativos do município e com conduções. A criação de projetos de educação patrimonial e a preservação do núcleo histórico, dos atrativos naturais e dos quilombos remanescentes do município deram bons frutos para o desenvolvimento do turismo no local.
Paracatu pertence ao seleto grupo das dez cidades nacionalmente tombadas em Minas Gerais, o que a coloca no patamar de um dos municípios mineiros mais ricos culturalmente e patrimonialmente, sendo integrante também da Associação das Cidades Históricas de Minas Gerais.
Outro atrativo da região são os eventos que estão no calendário festivo anual da cidade. Paracatu possui dezenas de eventos durante o ano, sendo estes de cunho religiosos, agropecuários, culturais e esportivos.
Os principais eventos durante o ano na cidade são:
- Carnaval: A festa é realizada no centro da cidade, com desfile de escolas de sambas e blocos locais. Um dos diferenciais do evento é o Carnaval de Outrora, que resgata marchinhas e músicas tradicionais dos antigos carnavais.
- Encenação da Semana Santa: Entre março/abril, o evento costuma reunir mais de 10 mil fiéis durante a sexta-feira da Paixão. Atores e colaboradores relembram passo a passo o sofrimento de Cristo, passando em procissão pelas principais igrejas históricas do município.
- Hallel: Em junho, um dos principais eventos de louvor da igreja católica do Brasil se realiza em Paracatu. Cantores, bandas, padres e pregadores de destaque no País participam da festa que costuma reunir cerca de 30 mil pessoas todo ano.
- Feira da Cachaça: Acontece em julho, com a finalidade de divulgar as produções artesanais da cachaça de rapadura feita no município. O evento conta com mais de 20 barracas personalizadas. Também, durante a feira, são comercializadas comidas típicas da cidade.
- ExpoParacatu: Entre Julho/Agosto, a exposição agropecuária de Paracatu é uma tradição na região do Noroeste de Minas Gerais. O evento realizado pela Coopervap (cooperativa local), conta com a cavalgada de abertura, a eleição da rainha da festa, de shows sertanejos, rodeios, parques de diversões e boate. Costuma ser cinco dias de festa.
- Aniversário de Paracatu: Em outubro, as comemorações do aniversário de Paracatu (dia 20 de outubro) se dividem em desfiles cívicos, shows, exposições artesanais e também em homenagens de personalidades locais na Casa de Cultura do município.
- Réveillon: O réveillon em Paracatu é mais agitado nos salões e clubes de eventos da cidade. Geralmente as viradas contam com bandas, DJs e cantores de Minas Gerais e do Distrito Federal.

O turismo ecológico também vem crescendo, à exemplo das cavernas e grutas de Santa Fé, e da série de cachoeiras da região do Prata, em especial a Grande Cachoeira do Prata. O eco-turismo, porém, só pode ser feito pelo auxílio de profissionais capazes, devido ao risco das atividades.

### Quilombos
Os quilombos paracatuenses são considerados uns dos mais importantes de Minas Gerais. Eles são dotados de elementos únicos, os diferenciando dos demais.
Tais comunidades, segundo documentário feito pelo IAB (Instituto de Arqueologia Brasileira) juntamente com o IPHAN (Instituto do Patrimônio Histórico e Artístico Nacional) se subdividem em alforriadas e fugitivas as quais tem grande relevância quanto a constituição étnica da população paracatuense, que em sua maioria é afro-descendente. Recentemente elas vêm sendo foco de estudos antropológicos, sociológicos e históricos.
Em três deles há espaço aberto para a visitação de turistas (o quilombo de São Domingos, São Sebastião e o da Lagoa de Santo Antônio). O dinheiro arrecadado com a atividade contribui para a manutenção e a preservação da identidade de tais povos e da proteção em relação às suas terras.
Na Comunidade Quilombola de São Domingos, moram ao todo 400 pessoas distribuídas em 69 famílias. A maioria das casas está distribuída de forma dispersa. O quilombo é bastante organizado: conta com a Associação de Moradores e a Associação de Quilombolas de São Domingos. A proximidade com Paracatu facilita o acesso aos serviços públicos. Além disso, conta com a presença de agente de saúde e a visita mensal de um médico. A comunidade possui luz elétrica, telefone público e coleta de lixo pela prefeitura.
A comunidade está lutando para regularizar as terras como território quilombola e protegê-las de uma invasão iminente de seus territórios pela mineradora vizinha. O cemitério antigo, por exemplo, já está próximo das terras ocupadas pela mineradora. A comunidade quilombola de São Domingos é bastante antiga, e, provavelmente, encontra-se no local há mais de duzentos anos, quando Paracatu formou-se. Três grupos familiares formaram a comunidade: os Ferreira, os Lopes e os Mendanha. As atividades econômicas dos moradores são o trabalho agrícola (o açafrão é um produto tradicionalmente comercializado), criação de gado leiteiro, emprego fora da comunidade (em Paracatu e na mineradora) e produção dos equipamentos coletivos de beneficiamento local (casa de farinha, moinho de cana e olaria). Algumas moradoras realizam atividades artesanais de cestarias e produção de doces, além, do turismo na localidade.